# Kalev Aigro
Kalev Aigro (ur. 15 lutego 1959 w Otepää) – estoński kombinator norweski i skoczek narciarski.
Sport zaczął trenować w 1971 roku. Kilkakrotny medalista mistrzostw Estonii w kombinacji norweskiej i skokach narciarskich. W 1978 roku został mistrzem Estonii w obu dyscyplinach, rok później zdobył srebrny medal w kombinacji, w 1980 wywalczył złoto w kombinacji oraz brąz w drużynowych skokach narciarskich, natomiast w 1981 zdobył brązowy medal w kombinacji oraz został drużynowym wicemistrzem Estonii w kombinacji i skokach. W 1982 w kombinacji wywalczył złoto drużynowo i srebro indywidualnie, rok później został mistrzem Estonii w kombinacji, w 1985 zdobył złoto w kombinacji indywidualnie i srebro drużynowo, w 1986 wywalczył złoty medal w kombinacji i brązowy w skokach, z kolei w 1988 został wicemistrzem Estonii w kombinacji. Zdobywał również medale letnich mistrzostw Estonii w obu dyscyplinach. Reprezentował kluby Dünamo, Jõu i Kalev.
W 1981 roku poślubił Ene, z d. Laanes, z którą miał dwoje dzieci: córkę Aiki i syna Aiko. Z drugą żoną Kristą ma syna Arttiego, również skoczka narciarskiego.